# Palazzo Campana (Colle di Val d'Elsa)
Palazzo Campana è un edificio storico considerato uno degli angoli più suggestivi di Colle di Val d'Elsa.

## Storia e descrizione
Affacciato sull'omonimo ponte (quello attuale ha sostituito il vecchio ponte levatoio crollato nei primi anni del XVI secolo) è un bell'esempio di architettura manierista del Cinquecento toscano. Fu costruito su progetto di Giuliano di Baccio d’Agnolo, come riferisce il Vasari, nel 1536 ed è parzialmente incompiuto.
La facciata è a due piani, con un grandioso arco rinascimentale affiancato da quattro finestre inginocchiate, con colonnine tuscaniche e coi timpani triangolari (in quelle all'interno) e circolari (all'esterno). Al piano superiore si trova un piccolo balcone centrale, con porta affiancata da paraste che reggono un architrave impostato su mensole binate; due finestre per lato completano la facciata con originali cornici provviste di patera al centro dell'architrave e parti aggettanti con dentelli; qui, tra la cornice marcapiano e qualla marcadavanzale (pure dentellata) sono posti con originalità delle specchiature con al centro una patera e incorniciate da mensole, forma che si ritrova, tra due triglifi, anche nei riquadri corrispondenti sopra le fiancate rinforzate a bugnato liscio. 
La facciata è parte in arenaria e parte in intonaco, che risaltano con i colori del tramonto. La base del palazzo è costituita da una scarpata ed un bastione che danno risalto al palazzo stesso.
L'arco di Palazzo Campana immette in Via del Castello, la strada principale del centro storico di Colle di Val d'Elsa, fiancheggiata da numerosi edifici patrizi che rappresentavano il potere civile colligiano: il Palazzo del Capitano del XVI secolo (poi Palazzo Luci), il Palazzo Buonaccorsi (XV secolo), il Palazzo Giusti (XV-XVI secolo), e la casa-torre dove è nato il celebre architetto colligiano Arnolfo di Cambio (XIII secolo).